# إيفرت بي. كول
إيفرت بي. كول (بالإنجليزية: Everett B. Cole)‏ (17 أبريل 1910، جيمستاون في الولايات المتحدة - 21 أغسطس 2001، يوركتاون في الولايات المتحدة)؛ روائي أمريكي.